# Drei-Sektoren-Hypothese
Die Drei-Sektoren-Hypothese ist eine Theorie in der Volkswirtschaftslehre, welche die Volkswirtschaft in drei Sektoren aufteilt: Rohstoffgewinnung (primärer Sektor), Rohstoffverarbeitung (sekundärer Sektor) und Dienstleistung (tertiärer Sektor). Sie wurde von den britischen Wirtschaftswissenschaftlern Allan G.B. Fisher (1935) und Colin G. Clark (1940) ausgearbeitet.

## Allgemeines
Clark berief sich dabei auf eine Äußerung von Sir William Petty, veröffentlicht im Jahr 1690. Deshalb wird diese Hypothese manchmal auch Petty’s Law genannt. In Deutschland wurde sie breiter bekannt durch die Übersetzung einer Arbeit des französischen Wirtschaftswissenschaftlers Jean Fourastié.

## Aussage
Die Drei-Sektoren-Hypothese beschreibt, dass sich der Schwerpunkt der wirtschaftlichen Tätigkeit zunächst vom primären Wirtschaftssektor (Rohstoffgewinnung), auf den sekundären (Rohstoffverarbeitung) und anschließend auf den tertiären Sektor (Dienstleistung) verlagert. Fourastié sieht die Entwicklung überaus optimistisch und spricht in einem seiner Bücher über den steigenden Wohlstand, soziale Sicherheit, Aufblühen von Bildung und Kultur, höherem Qualifikationsniveau, Humanisierung der Arbeit und der Vermeidung von Arbeitslosigkeit.
Länder mit einem geringen Pro-Kopf-Einkommen weisen einen niedrigen Entwicklungsstand auf. Das Bruttoinlandsprodukt wird aus dem primären (dem der landwirtschaftlichen Produktion) und dem tertiären Sektor (dem der Dienstleistungen im Bereich des Tourismus) erwirtschaftet, wobei die Deviseneinnahmen aus dem Dienstleistungssektor eine dominierende Rolle im Gegensatz zu den Einnahmen aus dem primären Sektor spielen. Fortschrittlich entwickelte Länder mit durchschnittlichem Pro-Kopf-Einkommen, sogenannte Schwellenländer, erwirtschaften ihr Einkommen vorwiegend im Sekundärsektor, wobei man manifestieren muss, dass sich in den letzten 20 bis 30 Jahren auch in den Schwellenländern eine Verlagerung der wirtschaftlichen Aktivitäten vollzieht. So stagniert die Beschäftigtenzahl wie auch deren Wertschöpfung im primären Sektor. Hingegen wird ein positiver Zuwachs sowohl in der Beschäftigtenzahl als auch in dessen Erwirtschaftung im Bereich des tertiären Sektors verzeichnet, da verstärkt Einnahmen erzielt werden aufgrund der Umstrukturierung zum Tourismus. In hoch entwickelten Ländern mit hohem Einkommen hat der Tertiärsektor einen dominierenden Erwerbsanteil am Gesamteinkommen.
Mithilfe der Anzahl der Erwerbstätigen oder dem Anteil am Bruttosozialprodukt (BSP) in den einzelnen Wirtschaftssektoren kann man sehen, dass Deutschland bis Ende des 19. Jahrhunderts eine Agrargesellschaft und bis in die 1970er des 20. Jahrhunderts eine Industriegesellschaft war. Der tertiäre Sektor gewann ab Mitte des 20. Jahrhunderts stark an Bedeutung und stieg bzgl. der Wertschöpfung bald über die des sekundären Sektors. Seit diesem Zeitpunkt kann man in Deutschland von einer Dienstleistungsgesellschaft sprechen.

## Strukturwandel nach Fourastié

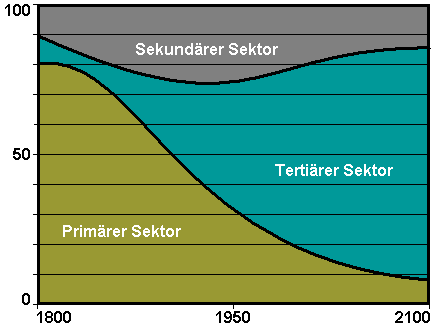
Entwicklung der drei Wirtschaftssektoren nach Fourastié

### Grundannahmen für die Entwicklung
Zusammengefasst nach Jean Fourastié:
1. Im primären und sekundären Sektor werden aufgrund der Produktivitätssteigerung durch technischen Fortschritt – anders als im tertiären Sektor – immer weniger Arbeitskräfte benötigt (S. 64 ff.).
2. Eine Marktsättigung tritt am schnellsten ein bei Produkten des primären Sektors, dann bei denen des sekundären Sektors, während die Nachfrage nach denen des tertiären Sektors unbegrenzt ist und bleibt (S. 86 ff.).
3. Allgemeiner Wohlstand führt zu einer Werteverschiebung: Zeit wird kostbarer, Bildung und Individualisierung steigen und damit die Nachfrage nach Dienstleistungen (S. 274 f).
4. Technischer Fortschritt führt zur „Vergeistigung der Arbeit“, da auch in der Produktion mehr Vorbereitung, Organisation und Planung und weniger manuelle Tätigkeit erforderlich wird; entsprechend wird der Arbeitskräftebedarf für produktionsnahe Dienstleistungen steigen (S. 276 f.).

### Verschiebung der Beschäftigtenquote
Die Verschiebung der Beschäftigtenquote innerhalb der einzelnen Wirtschaftssektoren in unterschiedlichen Phasen nach Jean Fourastié:

#### Erste Phase: Traditionelle Zivilisationen
Beschäftigtenzahlen:
- Primärer Sektor: 70 %
- Sekundärer Sektor: 20 %
- Tertiärer Sektor: 10 %

Diese Phase stellt eine Gesellschaft dar, die noch nicht weit entwickelt ist. Landwirtschaft wird zum größeren Teil in Subsistenz betrieben und man kann kaum vom Einsatz von Maschinen sprechen. Der Entwicklungsstand entspricht dem europäischer Staaten im frühen Mittelalter oder dem eines Entwicklungslandes.

#### Zweite Phase: Übergangsperiode
Beschäftigtenzahlen:
- Primärer Sektor: 20 %
- Sekundärer Sektor: 40 %
- Tertiärer Sektor: 40 %

Im Primären Sektor werden zunehmend mehr Maschinen eingesetzt; dies verringert den Bedarf an Arbeitskräften. Daraus resultierend steigt die Nachfrage für Maschinen, die vom Sekundären Sektor produziert werden. Die Übergangsphase beginnt mit einem Ereignis oder Vorgang, der der Industrialisierung gleichzusetzen ist: fortschreitende Mechanisierung bzw. Automatisierung, Fließbandproduktion, Manufaktur usw.
Zahlreiche Synergieeffekte begannen sich mit der Entfaltung der Industrialisierung zu entwickeln. Dieses waren als Beispiel ein starkes Bank- und Kreditwesen, verwaltungstechnische Einrichtungen, Technologie- und Forschungszentren wie auch Universitäten und Gründerzentren die in Kooperation mit den großen Unternehmen der führenden Wirtschaftssektoren standen. Einrichtungen des tertiären Sektors, dem der Dienstleistungen, werden immer relevanter.

#### Dritte Phase: Tertiäre Zivilisation
Beschäftigungszahlen:
- Primärer Sektor: 10 %
- Sekundärer Sektor: 20 %
- Tertiärer Sektor: 70 %

Der Primäre und Sekundäre Sektor sind mehr und mehr der Automatisierung unterworfen und der Bedarf an Arbeitskräften sinkt. Dafür steigt der Bedarf im Tertiären Sektor. Wir befinden uns in der Gesellschaft der Zukunft, einer Dienstleistungsgesellschaft. Heutzutage ist es im Tertiären Sektor zu einem so enormen Anstieg gekommen, dass man begonnen hat diesen zu unterteilen; so hat sich der Quartäre Sektor gebildet, der sich hauptsächlich mit Informationen befasst.

## Kritik
Verschiedene empirische Untersuchungen scheinen die Drei-Sektoren-Hypothese zu bestätigen, allerdings ging die Beschäftigung im primären Sektor weit stärker zurück, als von Fourastié prophezeit. Für Deutschland 2014 weist das Statistische Bundesamt für 2014 folgende Anteile aus: primärer Sektor 1,5 %, sekundärer Sektor 24,6 % und tertiärer Sektor 73,9 %.
Letztendlich sind vier Fehlprognosen in Fourastiés Buch zu erkennen:
1. Fourastié sagte, dass der Übergang vom sekundären in den tertiären Sektor das Problem der Arbeitslosigkeit beseitigen würde, da dieser Sektor seiner Meinung nach nicht rationalisierbar sei. Als er in den 1930er Jahren seine Theorie aufstellte, ahnte er jedoch nicht den enormen technischen Fortschritt im Dienstleistungssektor, den zum Beispiel die Erfindung des Computers mit sich brachte (siehe digitale Revolution).
2. Die Fehlprognose Fourastiés besagt, dass es keinen Staat geben wird, in dem der sekundäre Sektor noch sehr stark vertreten sein wird, obwohl es sich um einen hochentwickelten Staat in der dritten Phase handelt. Bestes Gegenbeispiel ist Deutschland. In der deutschen Wirtschaft ist der Sekundäre Sektor zwar seit den 1950er Jahren stark zurückgegangen, allerdings nicht ganz auf das Niveau, das Fourastié vorausgesagt hat. Gründe hierfür liegen in den extrem hohen Exporten Deutschlands.
3. Die Fehlprognose Fourastiés besagt, dass der tertiäre Sektor immer einen hohen Bildungsanspruch an die Arbeitnehmer stellen würde. Dies ist allerdings nicht der Fall. Zu den Dienstleistungsberufen zählen auch Reinigungskräfte, Schuhputzer,  Paketboten oder Liftboys.
4. Fehlprognose: Die von Fourastié prophezeite Einkommensangleichung auf hohem Niveau ist nicht eingetreten, eher ist eine gegenteilige Entwicklung zu beobachten: die Ungleichheit der Einkommensverteilung nimmt in den meisten der OECD-Staaten eher immer stärker zu.

Fourastié beschrieb den tertiären Sektor – der in der Regel mit dem Dienstleistungssektor gleichgesetzt wird – als Produktionssektor mit geringem oder gar keinem technischen Fortschritt und somit allenfalls geringen Steigerungen der Arbeitsproduktivität. Die Zuordnung des Dienstleistungssektors zu diesem tertiären Sektor ist heute nur noch in wenigen Bereichen haltbar. Unter anderem wird daher die Einfügung eines vierten Sektors „Informationssektor“ propagiert und eine Entwicklung zur Informationsgesellschaft (Wissensgesellschaft) statt zur Dienstleistungsgesellschaft prognostiziert.